# Lambert Thonus
Lambert-Joseph Thonus (Barvaux, 18 maart 1796 - Durbuy, 9 november 1847) was lid van het Belgisch Nationaal Congres.

## Levensloop
Thonus was de zoon van Lambert-Joseph Thonus sr. (1767-1823), handelaar in Barvaux en van Hubertine de Leuze (1770). Hijzelf trouwde met Florence Amand (1796-1865).
Hij werd op 25 november 1830 lid van het Nationaal Congres nadat de verkozen Thonet had geweigerd zitting te nemen.
Een paar weken voordien was hij, zelf handelaar (soms als industrieel vernoemd), door het Voorlopig Bewind tot vrederechter benoemd voor het kanton Durbuy, wat hij bleef tot aan zijn dood.
In het Congres stemde hij voor de kandidatuur van de hertog van Nemours. Bij de verkiezing voor Leopold van Saksen Coburg stemde hij tegen en legde een verklaring af, de enige tussenkomst die hij hield, als volgt: Aangezien stemmen voor prins Leopold betekent dat men akkoord gaat met de protocollen van de Conferentie van Londen, waar ik tegen protesteer en zal blijven protesteren, stem ik niet voor hem maar voor baron Surlet de Chokier, die even waardig is om over de Belgen te regeren.. Later stemde hij uiteraard tegen de aanvaarding van het Verdrag der XVIII artikelen.
Van 1848 tot 1858 was een Lambert-Joseph Thonus lid van de provincieraad van Luxemburg. Misschien een zoon?